# Státní dluh Spojených států amerických

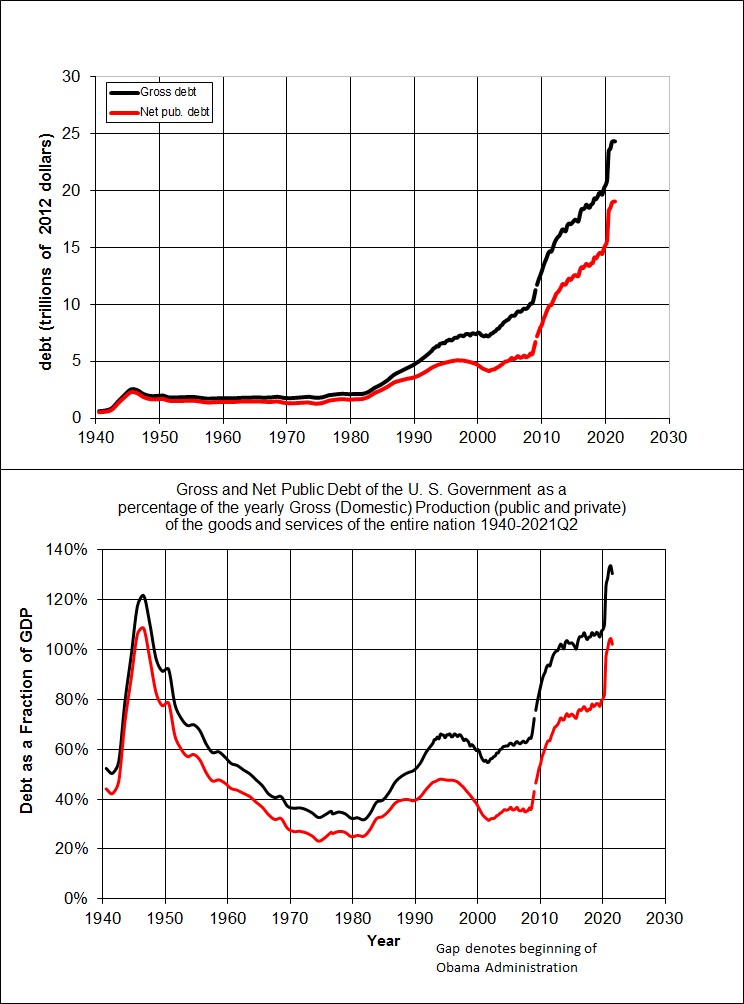
Vývoj státního dluhu USA v amerických dolarech (opravené o inflaci k roku 2012) a relativně k HDP. Černá čára značí hrubý dluh, tj. státní dluh + fondy držené státem.

Spojené státy americké měly v roce 2012 státní dluh zhruba 16,777 319 bilionů amerických dolarů, což je asi 107 % jeho HDP. Tento dluh je nejvyšší na světě a roste rychleji než HDP. V roce 2011 státní dluh převýšil HDP na 102,9%.
Státní dluh Spojených států amerických je definován jako nominální hodnota nesplacených federálních dluhopisů (Treasury securities). Věřitele amerického státního dluhu tvoří z přibližně poloviny Federální rezervní systém a mezivládní domácí holdingy, z 28% zahraniční a mezinárodní věřitelé, cca z 5,5% domácí státní a místní vlády, cca z 5% domácí vzájemné fondy (mutual fonds); zbytek je roztříštěn mezi mnoho dalších domácích subjektů.
Státní dluh USA narůstá zejména od počátku 80. let, kdy byl americkým prezidentem zvolen Ronald Reagan. Nárůst se podařilo zastavit v 90. letech Billu Clintonovi. Od počátku 21. století však státní dluh opět strmě narůstá.
Ze zahraničních věřitelů, kteří drží celkově 28% dluhu, mají největší podíly Čínská lidová republika (24%; 6,7% celkově), Japonsko (20,7%; 5,8% celkově), země OPEC (6,6%; 1,8% celkově), kartel karibských států zahrnující Bahamy, Bermudy, Kajmanské ostrovy, Nizozemské Antily, Panamu a Panenské ostrovy (5,75%; 1,6% celkově), Brazílie (4,8%; 1,3% celkově) a další.

## Vývoj státního dluhu USA
Nejnižší hodnoty měl státní dluh mezi léty 1901 až 1916, kdy se americké rozpočty vyznačovaly vyrovnaností nebo pouze nepatrnou nerovností mezi příjmy a výdaji.
Vše se změnilo vstupem USA do 1.světové války. Do roku 1919 se federální dluh vyšplhal až na 23 miliard dolarů. 20. léta přinesla Americe ekonomický rozvoj, po většinu let vykazovaly rozpočty přebytky. Ke změně došlo krachem na Newyorské burze roku 1929. Přišla velká a dlouhá ekonomické deprese s obrovskou nezaměstnaností. Proti té bojovala Rooseveltova administrativa budováním a financováním velkého množství veřejných pracovních programů.
Výrazný nárůst vládních výdajů pokračoval ve 2. světové válce, a tak se federální dluh držený veřejností vyšplhal ze 3 miliard v roce 1917, přes 16 miliard v roce 1930, až na plných 242 miliard USD v roce 1946, převážně díky válečným výdajům a spojenecké pomoci Lend-Lease. Měřeno poměrem k HDP, vzrostlo zadlužení ze 16 % v roce 1930 až na více než 109 % v roce 1946. Svého vrcholu dosáhlo zadlužení k HDP v roce 1952 na téměř 122% díky válečným nákladům a americké poválečné pomoci Evropě, tzv. Marshallův plán.
Vývoj státního dluhu Spojených států amerických v procentech HDP od 1980:
| Rok   | 1980 | 1985 | 1990 | 1995 | 2000 | 2005 | 2008 | 2009 | 2010 | 2011 | 2012 | 2013 | 2014 | 2015 | 2016 | 2017 | 2018 | 2019 | 2020 | 2021 | 2022 |
| ----- | ---- | ---- | ---- | ---- | ---- | ---- | ---- | ---- | ---- | ---- | ---- | ---- | ---- | ---- | ---- | ---- | ---- | ---- | ---- | ---- | ---- |
| % HDP | 33   | 43   | 55   | 66   | 56   | 62   | 68   | 82   | 91   | 96   | 100  | 100  | 103  | 100  | 106  | 105  | 106  | 107  | 128  | 125  | 124  |